# Дон-Фелисиану
Дон-Фелисиану (порт. Dom Feliciano)  —  муниципалитет в Бразилии, входит в штат Риу-Гранди-ду-Сул. Составная часть мезорегиона Агломерация Порту-Алегри. Входит в экономико-статистический  микрорегион Камакан. Население составляет 14 526 человек на 2006 год. Занимает площадь 1 260,176 км². Плотность населения — 11,5 чел./км².

## История
Город основан 12 сентября 1963 года. 

## Статистика
- Валовой внутренний продукт на 2003 составляет 95.449.545,00 реалов (данные: Бразильский институт географии и статистики).
- Валовой внутренний продукт на душу населения на 2003 составляет 6.775,72 реалов (данные: Бразильский институт географии и статистики).
- Индекс развития человеческого потенциала на 2000 составляет 0,730 (данные: Программа развития ООН).